# 고도역 (후쿠시마현)
고도역(일본어: 郷戸駅)은 일본 후쿠시마현 가와누마군 야나이즈정에 위치한 동일본 여객철도 다다미선의 철도역이다. 단선 승강장 1면 1선의 구조를 갖춘 지상역이다.

## 이용 현황
| 승차 인원 추이 | 승차 인원 추이 |
| 연도           | 1일 평균       |
| -------------- | -------------- |
| 2000           | 27             |
| 2001           | 25             |
| 2002           | 25             |
| 2003           | 19             |
| 2004           | 22             |

## 역 주변
- 국도 제252호선
- 다키야 댐 · 야나이즈 발전소

## 역사
- 1941년 10월 28일 : 개업. 여객 · 하물 취급만.
- 1971년 8월 29일 : 화물 · 하물 취급 폐지.
- 1987년 4월 1일 : 일본국유철도 분할 민영화에 의해, 동일본 여객철도가 승계.

## 인접 역
| 동일본 여객철도 다다미선           | 동일본 여객철도 다다미선 | 동일본 여객철도 다다미선 |
| ---------------------------------- | ------------------------ | ------------------------ |
| 아이즈야나이즈 아이즈와카마쓰 방면 | ■ 다다미선               | 다키야 고이데 방면       |